# ملعب الصائغ
ملعب الصائغ هو ملعب لكرة القدم يعتبر من أقدم الملاعب في العاصمة السعودية الرياض، يقع في حي الملز، على شارع سعود بن حمد ال داود.

## قصة التاسيس
قام في بدايته بواسطة أربعة أعضاء هم محمد عبد الله الصايغ وحمزة جعلي ويوسف عابد وعبد الله اخضر من فريق الموظفين، وهو أول فريق مارس كرة القدم بمدينة الرياض عام 1365هـ وفق رواية المؤرخ الرياضي عبد الرحمن بن سعيد وتقدموا إلى الملك سعود بطلب منحهم قطعة أرض يزاولون عليها تمارينهم الرياضية، ومنحوا ارضاً في الملز باسمهم وهي الأرض المشيد عليها ملعب الصايغ الحالي وتولى أحد الشركاء الأربعة وهو محمد الصايغ أمر هذا الملعب.
وشيد الملعب واقيمت عليه أول مباراة في عام 1378هـ واتاح الصايغ لفريقه «اهلي الرياض» فرصة ممارسة تدريباته عليه وفيما بعد تحول اسمه إلى ملعب الصايغ بعدما اشتراه من شركائه الثلاثة. وادخل عليه العديد من التحسينات وبنى في ركنه الجنوبي الغربي فيلا صغيرة جعلها اشبه ما تكون باستراحة مفتوحة للرياضيين على مختلف ميولهم وانديتهم فكانوا يتجمعون ويتسامرون فيها عقب انتهاء تدريباتهم اليومية أو مبارياتهم ويتناولون فيها عشاءهم.
وفي عام 1392هـ آلت ملكية هذا الملعب إلى رعاية الشباب. وطوال حقبة الثمانينيات الهجرية اقيمت عليه أول مباراة نهائية لكأس الملك على مستوى المملكة عام 1381هـ بين الهلال والوحدة ونهائي كأس 82هـ بين اهلي الرياض واهلي جدة ونهائي كأس 83هـ بحضور الملك سعود بين الهلال والاتحاد ونهائي كأس 84هـ بحضور الملك فيصل بين الهلال والاتحاد أيضاً ونهائي كأس 85هـ بين الاهلي والاتفاق ونهائي كأس 86هـ بين الوحدة والاتفاق ونهائي كأس 87هـ بين الاتحاد والنصر ونهائي كأس 88هـ بين الهلال والاتفاق وجميعها جرت تحت رعاية الملك فيصل. واليوم تقام بعض المباريات بين الاندية الصغيرة على هذا الملعب.